# Squatina squatina
El angelote, pez ángel o tiburón ángel (Squatina squatina) es una especie de tiburón de la familia Squatinidae (conocidos generalmente como tiburones ángel).  
Se caracteriza por tener un cuerpo aplanado dorsoventralmente y unas aletas pectorales anchas no fusionadas con la cabeza. Mientras que las hendiduras branquiales están en la zona lateral, la boca esta en posición terminal con hileras de 18-24 dientes. Carece de aleta anal, pero tiene dos aletas dorsales y una aleta caudal con el lóbulo ventral más largo que el lóbulo superior.
Es un tiburón demersal en fondos blandos pudiendo habitar en toda la plataforma continental, desde los puntos más someros hasta los 500 m de profundidad. Aun así, suelen frecuentar los 10 y 15 m de profundidad en determinados momentos. S. squatina es un tiburón de tamaño moderado con una longitud media de 150-200cm, llegando a un máximo de 250 cm y un peso de 80 kg.
Posee una gran habilidad mimética gracias a su coloración variada, desde colores grisees, rojizos, pardo verdoso a un color marrón-grisáceo en el dorso con pequeñas manchas de color negro. Aumentan su camuflaje a través de su capacidad para enterrarse en el sedimento gracias a sus aletas pectorales.  
Es un depredador nocturno que usa una estrategia de emboscada para poder alimentarse de manera oportunista de diferentes peces, cefalópodos o crustáceos que pasen por su alrededor y sorprenderlos Esta técnica hace que apenas necesite mover su cuerpo para cazar, ya que es capaz de proyectar su cabeza a medio metro sobre el sustrato en menos de un segundo. 
Es ovovivíparo lecitotrófico, y las hembras dan a luz camadas de 7 a 25 crías cada dos años. Normalmente se considera poco peligroso para los seres humanos, pero si es provocado puede morder. Capturado para la alimentación en la Antigua Grecia, este tiburón ha sido vendido habitualmente en los mercados europeos con el nombre de "monkfish" (pez monje). Desde mediados del siglo XX la pesca comercial intensiva en su área de distribución ha producido un declive de su población. Está localmente extinto en toda la zona norte de su hábitat histórico, y las poblaciones restantes se encuentran muy fragmentadas haciendo su situación muy precaria debido a su lento ritmo de reproducción. Por ello la Unión Internacional para la Conservación de la Naturaleza (IUCN) lo ha clasificado como especie en peligro crítico. 

## Descripción

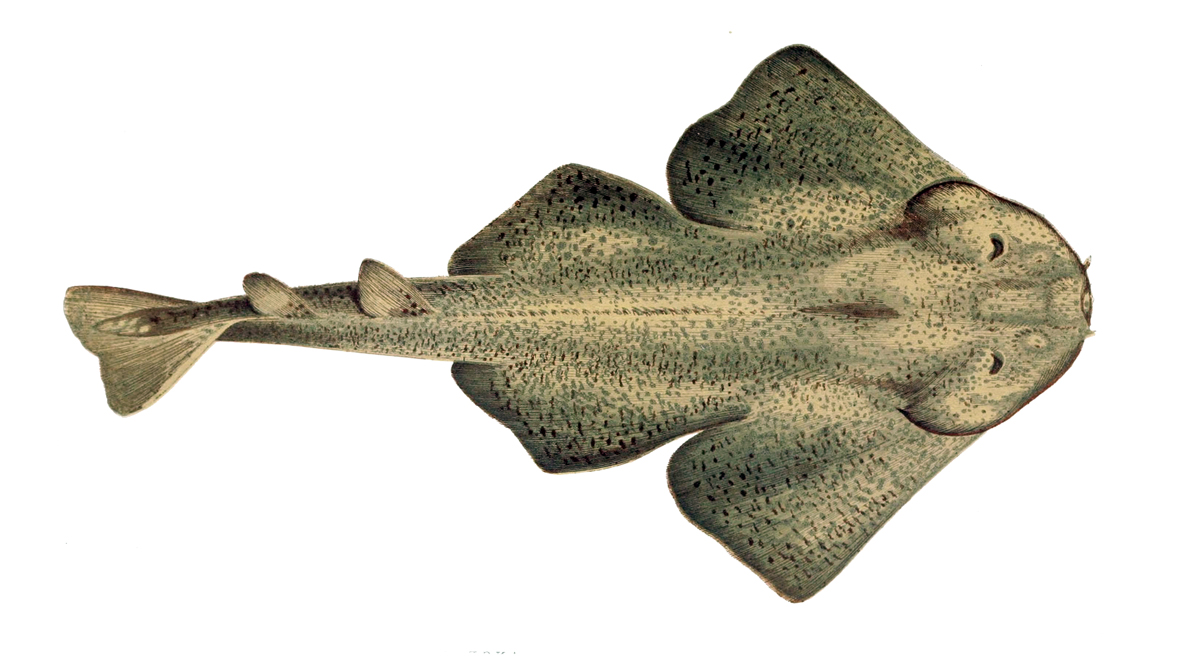
Temprana ilustración de un angelote en Les poissons (1877).

Uno de los miembros más largos de la familia, las hembras de angelote pueden medir 2,4 metros y los machos 1,8 metros; el peso máximo registrado fue de 80 kg. Esta especie comparte con el resto de su familia un cuerpo plano y alargado con grandes aletas pectorales con forma de alas cuyos lóbulos anteriores no se funden con la cabeza. La cabeza es amplia y fornida, con ojos en posición dorsal seguidos de grandes espiráculos. Hay un par de barbos decoratorios delante de las narinas. Los dientes son pequeños agudos y de forma similar en ambos maxilares.
Las aletas pectorales y pélvicas son anchas con las puntas redondeadas y existen dos aletas dorsales en la cola detrás de la pélvicas. La aleta anal está ausente y la aleta caudal tiene un lóbulo inferior mayor que el superior. Los dentículos dérmicos son pequeños, estrechos y puntiagudos, y cubren toda la parte superior y gran parte de la parte inferior del cuerpo. Hay parches de pequeñas espinas en la nariz y en los ojos. Los individuos pequeños tienen una fila de espinas en mitad de la espalda. La coloración es gris rojiza o verde café por encima, con muchas manchas pequeñas negras y blancas, siendo blancos en su vientre. Los juveniles están más adornados que los adultos, con líneas claras y oscuras. Algunos individuos tienen una mancha blanca en la parte posterior del cuello.

## Taxonomía y filogenia
El angelote fue originalmente descrito por el sueco Carl Linnaeus, conocido como "el padre de la taxonomía", en 1758 como Squalus squatina. Él no designó ningún espécimen tipo. La palabra squatina es el nombre del angelote en Latín, y fue nombrado así el género de los tiburones ángeles por el zoólogo francés André Duméril en 1806.  Un estudio filogenético basado en el ADN mitocondrial del año 2010, demostró que le especie más cercana era S. aculeata. las dos especies forman un clado con algunos angeloes asiáticos.

## Distribución y hábitat
En el pasado la especie S. squatina se encontraba ampliamente extendida por todo el litoral y la plataforma continental exterior del Océano Atlántico Noroeste (desde Noruega hasta el Sahara Occidental), Canarias, Mar Mediterráneo y Mar Negro. Pero en la actualidad, se puede constatar que sus poblaciones han disminuido al menos en un 80%, probablemente debido a efectos antropogénicos, cómo la sobrepesca, la pesca accidental, la degradación de habitats y la contaminación.Aun así su presencia es esporádica en la mayoría de su área de distribución con poblaciones reducidas y geográficamente limitadas, siendo el Archipiélago Canario el único lugar de su distribución. Uno de los lugares de cría más importantes del mundo es la playa de Las Teresitas en Santa Cruz de Tenerife, uno de los pocos lugares donde se encuentra esta especie en abundancia.
Este tiburón bentónico habita la plataforma continental, prefiriendo sustratos blandos como el barro o la arena. Se le puede encontrar desde la costa hasta los 500 metros de profundidad. en ocasiones se adentra en aguas salobres. Algunas poblaciones del norte realizan migraciones hacia el sur en invierno y hacia el norte en verano.

## Biología y ecología

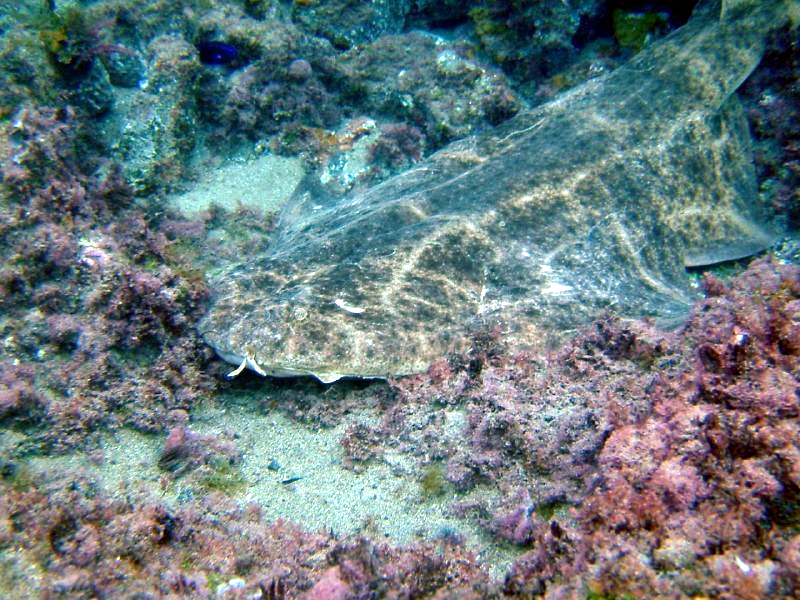
El angelote está bien camuflado contra el suelo marino.

Durante el día el angelote normalmente se encuentra inmóvil enterrado en el sedimento del fondo de forma que solo muestra sus ojos. Durante el verano han sido observadas congregaciones de hasta un centenar de individuos en Gran Canaria.  Se conocen varios parásitos de esta especie, como las tenias Grillotia smaris-gora, G. angeli y Christianella minuta, el trematodo Pseudocotyle squatinae, el monogenea Leptocotyle minor, y el isópodo Aega rosacea.
El angelote es un pez de emboscada que se alimenta  principalmente de peces óseos que habitan el fondo como el lenguado, pero también como invertebrados y rayas. Está documentada su depredación sobre la merluza Merluccius merluccius, la dorada Pagellus erythrinus, peces del género Pomadasys,los peces planos  Bothus spp., Citharus linguatula, y Solea solea, Loligo vulgaris, las sepias Sepia officinalis y Sepiola spp., y los cangrejos Medorippe lanata, Geryon trispinosus, Dromia personata, Goneplax rhomboides, Liocarcinus corrugatus, y Atelecyclus rotundatus. El estómago de algunos especímenes estudiados contenía pastos marinos y aves (en un caso un cormorán entero). Un tiburón puede permanecer emboscado durante varios días en el mismo lugar.
Los angelotes son ovovivíparos,lo que significa que los huevos eclosionan en el útero de la madre y los jóvenes se alimentan de un saco vitelino hasta su alumbramiento. Las hembras tienen dos ovarios funcionales, aunque el derecho contiene más oocitos. Esta asimetría funcional no está presente en otras especies de tiburones ángel. A diferencia de la mayoría de los tiburones la formación de la yema del huevo no ocurrre simultáneamente con el inicio del embarazo, sino que se retrasa hasta la mitad de la gestación. Los óvulos maduros miden unos 8 cm y no están envueltos en ninguna cápsula. El ciclo reproductivo está estimado en 2 años, aunque no está bien definido. La ovulación tiene lugar en primavera. El número de crías se relaciona con el tamaño de la madre y oscila entre 7 y 25, siendo gestadas durante 8 o 10 meses. El parto ocurre entre diciembre y febrero en el Mediterráneo y en julio en Inglaterra, midiendo las crías 30 cm de largo. Los machos y las hembras maduran cuando alcanzan respectivamente los 0.8 y 1.3 metros de longitud.

## Interacciones con los humanos

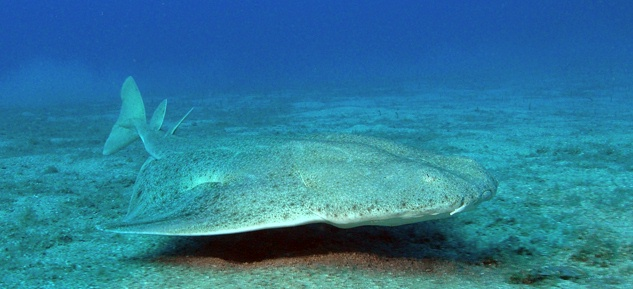
Un angelote de Tenerife (Islas Canarias), una de las últimas localidades con una población considerable

El angelote generalmente no es agresivo con los seres humanos, pero puede producir una severa mordedura si es molestado. Cuando te acercas a un angelote bajo el agua este normalmente se queda inmóvil o se aleja nadando, aunque existe un registro sobre un ejemplar que reaccionó al acercamiento de un buzo nadando a su alrededor con la boca abierta. Los pescadores deben tratar a esta especie con especial cuidado; en la edición de 1776 de British Zoology, Thomas Pennant escribió que es "extremadamente fiero y peligroso". Se conoce el caso de un pescador cuya pierna fue arrancada por un ejemplar especialmente grande de esta especie que había caído de sus redes en aguas poco profundas cuando fue a cogerlo con las manos de forma incauta."
Los seres humanos han explotado al angelote durante siglos. Los autores de la Antigua Grecia, como Diphilus y Mnesitheus, describen su carne como "ligera" y "fácilmente digerible", y Plinio el Viejo escribió en su Historia Natural (77–79 AD) que su piel áspera fue valorada por los artesanos para pulir madera y marfil. Aristóteles recogió algunos datos de esta obra, incluyendo el hecho de que diera a luz a crías vivas, y reconoció correctamente que se trataba de un tiburón, a pesar de su parecido con las rayas. El uso de esta especie para la alimentación humana se ha mantenido hasta los tiempos modernos, vendiéndose fresca o seca y salada; a menudo bajo el nombre de "rape" (que también se usa para los peces del género Lophius). También puede ser una fuente de aceite de hígado de tiburón y de harina de pescado.

### Conservación
Fuentes de los siglos 19 y 20 indican que el angelote que una vez fue abundante por todas partes de las costas de Europa Occidental. Yarrell (1836), Día (1880-1804), y Garstang (1903) señalan que el angelote era común en torno a las islas británicas, y Rey (1928) registró que esta especie era común en toda la península ibérica y en el Mediterráneo. Sin embargo, desde la segunda mitad del siglo XX en adelante, el angelote ha sido objeto de una intensa presión de las pesquerías comerciales que operan en gran parte de su zona de distribución. Debido a sus hábitos bentónicos, viviendo cerca de la costa, es susceptible a la captura incidental por de arrastre de fondo,  trasmallo, y  palangres de fondo. La baja tasa de reproducción de este tiburón limita su capacidad para soportar el agotamiento de la población

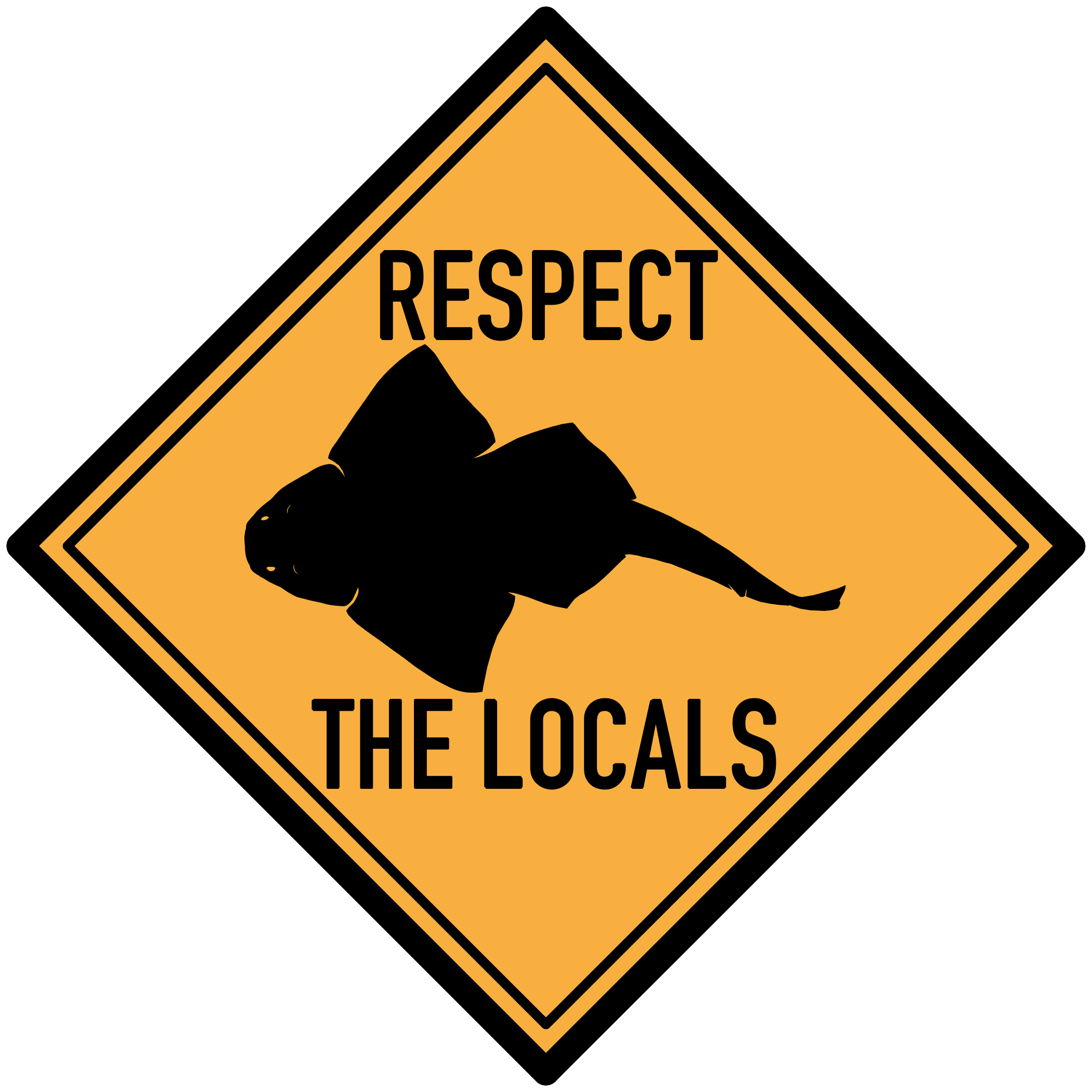
El tiburón ángel (Squatina squatina) se encuentra en peligro crítico de extinción. En las Islas Canarias se encuentra una de las últimas poblaciones de esta especie.

El número de angelotes han disminuido notablemente en la mayor parte de su hábitat. Se cree que está extinto en el Mar del Norte y la mayor parte del norte del Mediterráneo, y se ha convertido en muy poco frecuente en otros lugares. Durante la amplia red de arrastre del Mediterráneo Internacional de Encuesta (MEDITS) programa que abarca desde 1995 a 1999, solo dos angelotes fueron capturados en redes de arrastre de 9,905. Del mismo modo, otro estudio realizado por el Proyecto Nacional Italiano (Grupo Nacional para la Evaluación de Recursos Demersales) en la misma época atrapado angelotes en solo 38 de 9.281 redes de arrastre. Los datos de pesca recopilados por el Grupo de Trabajo de elasmobranquios (GTPE) muestran que no se han capturado angelotes en el Atlántico Noreste desde 1998. Subpoblaciones saludables de angelotes todavía persisten en las zonas del Norte de África y alrededor de las Islas Canarias.
Como resultado de estos abruptos descensos de la población y la amenaza constante de la pesca, la UICN ha evaluado el angelote como especie en peligro crítico de extinción. Se enumera en el Anexo III del 1976 Convenio de Barcelona, cuyo objetivo es limitar la contaminación en el mar Mediterráneo. Esta especie está protegida dentro de tres reservas marinas en las Islas Baleares, aunque no existen informes sobre la especie en la zona desde mediados de la década de 1990. En 2008, el angelote también recibió protección legal completa ante las actividades humanas en las aguas frente a Inglaterra y Gales desde la costa hasta una distancia de 11 km. Un programa de cría en cautividad se ha iniciado en Deep Sea World, en North Queensferry, con los primeros ejemplares nacidos vivos en 2011.